# La Petite Fourche (rivière York)
Pour les articles homonymes, voir Fourche (homonymie).
La rivière La Petite Fourche coule entièrement dans le canton de Galt dans les monts Chic-Chocs, dans le territoire non organisé de Rivière-Saint-Jean, dans la municipalité régionale de comté (MRC) de La Côte-de-Gaspé, dans la région administrative de la Gaspésie-Îles-de-la-Madeleine, au Québec, au Canada.
"La Petite Fourche" est un affluent de la Rivière York laquelle coule vers l’Est jusqu’au "Bassin du Sud-Ouest" du "Havre de Gaspé" ; ce dernier fait partie de la baie de Gaspé laquelle s'ouvre sur le littoral Ouest du golfe du Saint-Laurent.

## Géographie
"La Petite Fourche" prend sa source de ruisseaux de montagnes sur le versant Sud de la ligne de partage des eaux avec la rivière Dartmouth, dans le territoire non organisé de Rivière-Saint-Jean, dans les Monts Chic-Chocs (faisant partie des Monts Notre-Dame). "La Petite Fourche" coule en parallèle entre La Grande Fourche" (située du côté Ouest) et le "ruisseau d'Argent" (situé du côté Est). Cette source est située à :
- 22,0 km au sud du littoral Sud du Golfe du Saint-Laurent ;
- 23,0 km à l’Est du pont du "Bassin du Sud-Ouest" du "Havre de Gaspé" (Gaspé) ;
- 6,2 km au Sud-Ouest du cours de la rivière Dartmouth.

À partir de sa source, la rivière "La Petite Fourche" descend les montagnes en zones forestières sur 13,8 km, répartis selon les segments suivants :
- 2,3 km vers le Sud, dans le canton de Galt, jusqu'à un ruisseau (venant du Nord-Est) ;
- 2,7 km vers le Sud, jusqu'à un ruisseau (venant de l'Ouest) ;
- 7,2 km vers le Sud, jusqu'à un ruisseau (venant du Nord-Ouest) ;
- 1,6 km vers le Sud-Est, en coupant la route 198 en fin de segment, jusqu'à sa confluence[1].

La confluence de "La Petite Fourche" se déverse sur la rive Nord de la Rivière York (Gaspé). Cette confluence est située à 7,1 km en aval de la confluence de La Grande Fourche (rivière York) et à 20,5 km en amont de la confluence de la rivière York (Gaspé).

## Toponymie
Sur le plan géographique, une fourche signifie un embranchement.
Le toponyme "La Petite Fourche" a été officialisé le 17 janvier 1985 à la Commission de toponymie du Québec.